# سیارک ۱۰۳۹

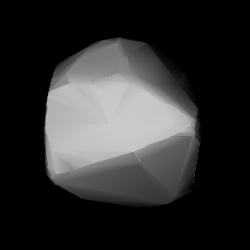
مدل سه‌بُعدی سیارک ۱۰۲۹ بر اساس منحنی نور آن

سیارک ۱۰۳۹ (به انگلیسی: 1039 Sonneberga، نامگذاری:1924TL) هزار و سی و نهمین سیارک کشف شده‌است که در ۲۴ نوامبر ۱۹۲۴ و در هایدلبرگ کشف شد.
قدر مطلق سیارک برابر ۱۱٫۱۰ است.